# Communauté de communes du Gelon et du Coisin
La communauté de communes du Gelon et du Coisin  est une ancienne communauté de communes française, située dans le département de la Savoie en région Rhône-Alpes.
Cette intercommunalité a disparu le 1er janvier 2014 avec la création de la communauté de communes Cœur de Savoie dont le nouveau siège est situé à Montmélian.

## Histoire
La communauté de communes du Gelon et du Coisin a été créée par arrêté préfectoral du 31 décembre 2002

## Composition
L'intercommunalité regroupe les 10 communes suivantes :
| Nom                            | Code Insee | Gentilé       | Superficie (km2) | Population (dernière pop. légale) | Densité (hab./km2) |
| ------------------------------ | ---------- | ------------- | ---------------- | --------------------------------- | ------------------ |
| Betton-Bettonet                | 73041      | Bettonnards   | 3,41             | 306 (2014)                        | 90                 |
| Bourgneuf                      | 73053      | Bourgnoviens  | 6,48             | 685 (2014)                        | 106                |
| Chamousset                     | 73068      | Chamoussards  | 6,31             | 576 (2014)                        | 91                 |
| Chamoux-sur-Gelon              | 73069      | Chamoyards    | 10,63            | 904 (2014)                        | 85                 |
| Champ-Laurent                  | 73072      | Laurentains   | 5,07             | 41 (2014)                         | 8,1                |
| Châteauneuf                    | 73079      | Castelneuvois | 6,99             | 844 (2014)                        | 121                |
| Coise-Saint-Jean-Pied-Gauthier | 73089      | Coisards      | 10,38            | 1 205 (2014)                      | 116                |
| Hauteville                     | 73133      | Travaillards  | 2,45             | 344 (2014)                        | 140                |
| Montendry                      | 73166      | Montendrins   | 8,28             | 60 (2014)                         | 7,2                |
| Villard-Léger                  | 73315      | Villarins     | 6,73             | 506 (2014)                        | 75                 |